# Europees kampioenschap hockey vrouwen 2019
De 14e editie van het Europees kampioenschap hockey voor vrouwen werd van 17 augustus 2019 tot en met 25 augustus 2019 gespeeld in Antwerpen, België. Titelverdediger Nederland werd voor de tiende keer Europees kampioen door in de finale  Duitsland met 2-0 te verslaan. Daarmee kwalificeerde de Nederlandse ploeg zich ook voor de Olympische Zomerspelen 2020 in Tokio. In de strijd om de bronzen medaille won Spanje na een penalty shoot-out van Engeland.
Tegelijkertijd werd het Europees kampioenschap voor  mannen gespeeld.

## Gekwalificeerde teams
| Data                | Toernooi         | Locatie               | Quotas | Gekwalificeerde teams                       |
| ------------------- | ---------------- | --------------------- | ------ | ------------------------------------------- |
| Gastland            | Gastland         | Gastland              | 1      | België                                      |
| 19-26 augustus 2017 | EK Hockey 2017   | Amstelveen, Nederland | 5      | Nederland Engeland Duitsland Spanje Ierland |
| 6-12 augustus 2017  | EK voor B-Landen | Cardiff, Wales        | 2      | Wit-Rusland Rusland                         |
| Totaal              | Totaal           | Totaal                | 8      |                                             |

## Groepsfase

### Groep A
| Pos | Team       | Wed | W | G | V | Ptn | DV | DT | +/− | Kwalificatie          |
| --- | ---------- | --- | - | - | - | --- | -- | -- | --- | --------------------- |
| 1   | Spanje     | 3   | 2 | 1 | 0 | 7   | 3  | 1  | +2  | Halve finales         |
| 2   | Nederland  | 3   | 1 | 2 | 0 | 5   | 16 | 2  | +14 | Halve finales         |
| 3   | België (G) | 3   | 1 | 1 | 1 | 4   | 5  | 2  | +3  | Transfer naar Groep C |
| 4   | Rusland    | 3   | 0 | 0 | 3 | 0   | 1  | 19 | −18 | Transfer naar Groep C |

| 17 augustus 2019 18:00 |         |         |                                                                    |
| Spanje                 | 1–0     | Rusland | Scheidsrechters: Hannah Harrison (ENG) Celine Martin-Schmets (BEL) |
| Iglesias 58'           | Verslag |         | Scheidsrechters: Hannah Harrison (ENG) Celine Martin-Schmets (BEL) |

| 17 augustus 2019 20:30 |         |             |                                                       |
| Nederland              | 1–1     | België      | Scheidsrechters: Ivona Makar (CRO) Alison Keogh (IRL) |
| Matla 8'               | Verslag | Struijk 45' | Scheidsrechters: Ivona Makar (CRO) Alison Keogh (IRL) |

| 19 augustus 2019 18:00 |         |                  |                                                               |
| Spanje                 | 1–1     | Nederland        | Scheidsrechters: Michelle Meister (GER) Hannah Harrison (ENG) |
| García 6'              | Verslag | Van Maasakker 5' | Scheidsrechters: Michelle Meister (GER) Hannah Harrison (ENG) |

| 19 augustus 2019 20:30                      |         |              |                                                              |
| België                                      | 4–1     | Rusland      | Scheidsrechters: Vilma Bagdanskiene (LTU) Sarah Wilson (SCO) |
| Versavel 8', 48' Weyns 13' Vanden Borre 14' | Verslag | Sadovaia 24' | Scheidsrechters: Vilma Bagdanskiene (LTU) Sarah Wilson (SCO) |

| 21 augustus 2019 18:00 |         |         |                                                        |
| Nederland | 14–0    | Rusland | Scheidsrechters: Cathy Wright (WAL) Alison Keogh (IRL) |
| De Goede 1', 17' Stam 15+' Van Maasakker 19', 34' Keetels 24' Veen 37', 54' Jonker 43', 52' Welten 47', 49' Van Geffen 51' Matla 58' | Verslag |         | Scheidsrechters: Cathy Wright (WAL) Alison Keogh (IRL) |

| 21 augustus 2019 20:30 |         |              |                                                            |
| België                 | 0–1     | Spanje       | Scheidsrechters: Michelle Meister (GER) Sarah Wilson (SCO) |
|                        | Verslag | Petchamé 34' | Scheidsrechters: Michelle Meister (GER) Sarah Wilson (SCO) |

### Groep B
| Pos | Team        | Wed | W | G | V | Ptn | DV | DT | +/− | Kwalificatie          |
| --- | ----------- | --- | - | - | - | --- | -- | -- | --- | --------------------- |
| 1   | Engeland    | 3   | 2 | 1 | 0 | 7   | 7  | 5  | +2  | Halve finales         |
| 2   | Duitsland   | 3   | 1 | 2 | 0 | 5   | 15 | 2  | +13 | Halve finales         |
| 3   | Ierland     | 3   | 1 | 1 | 1 | 4   | 13 | 3  | +10 | Transfer naar Groep C |
| 4   | Wit-Rusland | 3   | 0 | 0 | 3 | 0   | 3  | 28 | −25 | Transfer naar Groep C |

| 18 augustus 2019 09:00                                                                                       |         |             |                                                           |
| Duitsland | 13–0    | Wit-Rusland | Scheidsrechters: Ana Faias (POR) Vilma Bagdanskiene (LTU) |
| Lorenz 15', 47' Maertens 16', 26' Grote 20', 23', 37', 42' Pieper 40' Micheel 43' Oruz 44' Schröder 46', 55' | Verslag |             | Scheidsrechters: Ana Faias (POR) Vilma Bagdanskiene (LTU) |

| 18 augustus 2019 11:15 |         |          |                                                          |
| Engeland               | 2–1     | Ierland  | Scheidsrechters: Claire Druijts (NED) Cathy Wright (WAL) |
| Petty 15' Ansley 28'   | Verslag | Barr 43' | Scheidsrechters: Claire Druijts (NED) Cathy Wright (WAL) |

| 19 augustus 2019 13:30 |         |            |                                                              |
| Duitsland              | 1–1     | Engeland   | Scheidsrechters: Laurine Delforge (BEL) Claire Druijts (NED) |
| Gablać 45'             | Verslag | Owsley 24' | Scheidsrechters: Laurine Delforge (BEL) Claire Druijts (NED) |

| 19 augustus 2019 15:45                                                              |         |             |                                                                |
| Ierland                                                                             | 11–0    | Wit-Rusland | Scheidsrechters: Ivona Makar (CRO) Celine Martin-Schmets (BEL) |
| Upton 4', 34', 39', 57' O'Flanagan 13', 47' Wilson 31', 41' Evans 38', 42' Duke 55' | Verslag |             | Scheidsrechters: Ivona Makar (CRO) Celine Martin-Schmets (BEL) |

| 21 augustus 2019 10:00                       |         |                                         |                                                       |
| Engeland                                     | 4–3     | Wit-Rusland                             | Scheidsrechters: Claire Druijts (NED) Ana Faias (POR) |
| Owsley 9' Petter 15' Unsworth 22' Martin 56' | Verslag | Syddykava 16' Syrayezhka 22' Shtsin 53' | Scheidsrechters: Claire Druijts (NED) Ana Faias (POR) |

| 21 augustus 2019 12:15 |         |             |                                                               |
| Ierland                | 1–1     | Duitsland   | Scheidsrechters: Laurine Delforge (BEL) Hannah Harrison (ENG) |
| Hawkshaw 15'           | Verslag | Maertens 8' | Scheidsrechters: Laurine Delforge (BEL) Hannah Harrison (ENG) |

### Plaatsen 5 tot en met 8

#### Groep C
De onderlinge resultaten uit de vorige ronde worden meegenomen
| Pos | Team        | Wed | W | G | V | Ptn | DV | DT | +/− | Degradatie                                   |
| --- | ----------- | --- | - | - | - | --- | -- | -- | --- | -------------------------------------------- |
| 5   | Ierland     | 3   | 3 | 0 | 0 | 9   | 16 | 3  | +13 |                                              |
| 6   | België      | 3   | 2 | 0 | 1 | 6   | 8  | 4  | +4  |                                              |
| 7   | Rusland     | 3   | 1 | 0 | 2 | 3   | 8  | 7  | +1  | Degradatie naar de EuroHockey Nations Trophy |
| 8   | Wit-Rusland | 3   | 0 | 0 | 3 | 0   | 1  | 19 | −18 | Degradatie naar de EuroHockey Nations Trophy |

| 23 augustus 2019 13:30                                      |         |             |                                                        |
| Rusland                                                     | 5–0     | Wit-Rusland | Scheidsrechters: Cathy Wright (WAL) Alison Keogh (IRL) |
| Sadovaia 24', 28' Koroleva 39' Shumilina 50' Cheplygina 52' | Verslag |             | Scheidsrechters: Cathy Wright (WAL) Alison Keogh (IRL) |

| 23 augustus 2019 15:45 |         |                         |                                                         |
| België                 | 1–2     | Ierland                 | Scheidsrechters: Claire Druijts (NED) Ivona Makar (CRO) |
| Ballenghien 44'        | Verslag | Barr 11' O'Flanagan 59' | Scheidsrechters: Claire Druijts (NED) Ivona Makar (CRO) |

| 25 augustus 2019 09:00            |         |                          |                                                              |
| Ierland                           | 3–2     | Rusland                  | Scheidsrechters: Celine Martin-Schmets (BEL) Ana Faias (POR) |
| Evans 32' Hawkshaw 50' Mullan 58' | Verslag | Sadovaia 23' Leonova 58' | Scheidsrechters: Celine Martin-Schmets (BEL) Ana Faias (POR) |

| 25 augustus 2019 11:15              |         |                 |                                                                  |
| België                              | 3–1     | Wit-Rusland     | Scheidsrechters: Vilma Bagdanskiene (LTU) Michelle Meister (GER) |
| Vanden Borre 22' Nelen 37' Boon 52' | Verslag | Bahushevich 47' | Scheidsrechters: Vilma Bagdanskiene (LTU) Michelle Meister (GER) |

### Plaatsen 1 tot en met 4
|  | Halve finale | Halve finale |   |             | Finale       | Finale |
|  |              |              |   |             |              |        |
|  | 23 augustus  |              |   |             |              |        |
|  | Spanje       | 2            |   |             |              |        |
|  | Duitsland    | 3            |   |             |              |        |
|  |              |              |   |             |              |        |
|  |              |              |   |             | 25 augustus  |        |
|  |              |              |   |             | Duitsland    | 0      |
|  |              | Nederland    | 2 |             |              |        |
|  |              |              |   |             |              |        |
|  |              |              |   |             | Derde plaats |        |
|  | 23 augustus  | 23 augustus  |   | 25 augustus | 25 augustus  |        |
|  | Engeland     | 0            |   | Spanje      | 1 (3)        |        |
|  | Nederland    | 8            |   |             | Engeland     | 1 (2)  |

#### Halve finale
| 23 augustus 2019 18:00 |         |                                                                                  |                                                            |
| Engeland               | 0–8     | Nederland                                                                        | Scheidsrechters: Michelle Meister (GER) Sarah Wilson (SCO) |
|                        | Verslag | Leurink 12', 55' Welten 20', 51' Van Maasakker 28', 50' Keetels 35' De Waard 43' | Scheidsrechters: Michelle Meister (GER) Sarah Wilson (SCO) |

| 23 augustus 2019 20:30 |         |                                  |                                                               |
| Spanje                 | 2–3     | Duitsland                        | Scheidsrechters: Hannah Harrison (ENG) Laurine Delforge (BEL) |
| López 14' Segu 52'     | Verslag | Pieper 22' Gablać 33' Lorenz 60' | Scheidsrechters: Hannah Harrison (ENG) Laurine Delforge (BEL) |

#### Plaatsen 3 en 4
| 25 augustus 2019 13:30                      |         |                                      |                                                       |
| Spanje                                      | 1–1     | Engeland                             | Scheidsrechters: Alison Keogh (IRL) Ivona Makar (CRO) |
| Tost 36'                                    | Verslag | Martin 10'                           | Scheidsrechters: Alison Keogh (IRL) Ivona Makar (CRO) |
| Shoot-out                                   |         |                                      | Scheidsrechters: Alison Keogh (IRL) Ivona Makar (CRO) |
| Ycart Alejandra Torres-Quevedo García Pérez | 3–2     | Martin Toman Rayer Evans Pearne-Webb | Scheidsrechters: Alison Keogh (IRL) Ivona Makar (CRO) |

#### Finale
| 25 augustus 2019 16:00 |         |                       |                                                            |
| Duitsland              | 0–2     | Nederland             | Scheidsrechters: Sarah Wilson (SCO) Laurine Delforge (BEL) |
|                        | Verslag | Jonker 12' Welten 60' | Scheidsrechters: Sarah Wilson (SCO) Laurine Delforge (BEL) |

| Europees kampioen 2019 |
| ---------------------- |
|                        |
| Nederland Tiende titel |

## Eindrangschikking
| Rang   | Land        |
| ------ | ----------- |
| Goud   | Nederland   |
| Zilver | Duitsland   |
| Brons  | Spanje      |
| 4      | Engeland    |
| 5      | Ierland     |
| 6      | België      |
| 7      | Rusland     |
| 8      | Wit-Rusland |

 Gekwalificeerd voor de Olympische Zomerspelen 2020.
 Gedegradeerd naar het Europees kampioenschap voor B-Landen in 2021